# Dévay Attila
Dévay Attila (Budapest, 1948. március 25. –) gyógyszerész, c. egyetemi tanár, gyógyszerkutató, gyógyszertechnológus szakgyógyszerész, a gyógyszerészeti tudományok kandidátusa, PhD, habilitált doktor, a Pécsi Tudományegyetem, Gyógyszerésztudományi Kar, Gyógyszertechnológiai és Biofarmáciai Intézetének alapítója és igazgatója.

## Életútja
Dévay Attila 1966-ban érettségizett (Szent István Gimnázium, Budapest).
A Semmelweis Orvostudományi Egyetem Gyógyszerésztudományi Karán 1973-ban szerzett gyógyszerészi, majd 1979-ben gyógyszertechnológus szakgyógyszerészi oklevelet. Az egyetemi doktori címet 1979-ben, a gyógyszerészeti tudomány kandidátusa címet 1988-ban, a habilitáció címét 2007-ben kapta meg. 1973–1976-ig az EGIS Gyógyszervegyészeti Gyár kutatógyógyszerésze, 1976 és 1993 között a SOTE Gyógyszerészeti Intézet tanársegéde, egyetemi adjunktusa, az intézet egyik osztályának vezetője volt. A varsói, a pozsonyi és a marburgi egyetemen, továbbá a Röhm Pharma (Darmstadt, Németország) és a Natterman Phospholipid GmbH (Köln, Németország) vett részt tanulmányúton. Kanadában nyert tudományos kutatási ösztöndíjat 1990–91-ben.
Budapesten 1993-ban Dr.UD Patika néven magángyógyszertárat alapított, amely oktató munkát is végzett. 
A Magyar Gyógyszerész Kamarával 1997-ben, egy új gyógyszerellátási információs rendszer létrehozására Pharma-Data néven vállalkozást hozott létre. 2001–2004 között a Gyógyszerellátási Szakmai Kollégium tagja, 2004–2008 között az Ipari gyógyszerészeti Szakmai Kollégium tagja.
A Magyar Gyógyszerésztudományi Társaság Gyógyszertechnológiai Szakosztályának elnöke és a Gyógyszerészet című szakmai folyóirat Szerkesztő Bizottságának tagja. 2004-től a Magyar Tudományos Akadémia Gyógyszerésztudományi Osztályközi Komplex Bizottságának, 2009-től pedig a Pécsi Akadémiai Bizottság tagja (2004–2008) tagja.
A Pécsi Tudományegyetem meghívására az újonnan létesítendő Gyógyszerésztudományi Kar Gyógyszertechnológiai és Biofarmáciai Intézetének alapítója és első igazgatója (2000–2013). Az Ő tevékenységét is összefoglalja az "Ismerd meg Gyógyszertechnológiai és Biofarmáciai Intézetünket" című imázsfilm.
Kialakította az intézet, oktatási és tudományos tevékenységéhez laboratóriumokat, létrehozta az intézet korszerű felszerelését, műszerparkját, eszközkészletét és kinevelte az intézet oktatói és kutatói személyi állományát, tanári karát. Az oktatás alapjait könyveivel, előadásaival, hallgatói jegyzetivel rakta le.
2018-ban az intézet további fejlődését elősegítő alapítványt hozott létre.
2020-tól a Pécsi Tudományegyetem címzetes egyetemi tanára.
Nemzetközi rangú szakmai folyóiratok (European Journal of Pharmaceutical Sciences, International Journal of Pharmaceutics) publikációinak rendszeres bírálója. 2014-ben nyugdíjba vonult, oktatói és kutatói tevékenységét tovább folytatja.
A Jeruzsálemi Szent Sír Lovagrend tagja 2004 óta.
A 2010-ben általa alapított Dévay Stúdió igazgatója.
A 2019-ben alapított Klebelsberg Kultúrkör Egyesület egyik alapítója és jelenlegi elnöke.
Hobbija a fotózás és filmkészítés, utazás, olvasás, zenehallgatás, tenisz, horgászat.

## Kutatási területe
A gyógyszertechnológia és a biofarmácia tudományágakon belül, biokompatibilis makro-(pl. tabletták, kapszulák), mikro-(mikrokapszulák, mikpopelletek) és nanorendszerek közé sorolható (elsősorban liposzómák, kohleátok), gyógyszerkészítmények tervezése, technológiai folyamatok optimalizálása, szabályozott hatóanyag-felszabadulású gyógyszerkészítmények gyártástechnológiájának vizsgálata, gyártási folyamatok matematikai modellezése, optimalizálása.
Publikációs listája: https://m2.mtmt.hu/gui2/?mode=search&query=publication;authorships;any;D%C3%A9vay%20Attila&paging=3;20

## Oktatási tevékenysége
- 1976-tól a Gyógyszertechnológia tárgy oktatása Budapesten, a Semmelweis Orvostudományi Egyetem Gyógyszerésztudományi Karán,
- 1990-1991-ig részvétel a Dalhousie University, Halifax, Kanada, oktatási és kutatási munkájában,
- 2002-től a Pécsi Tudományegyetemen a Gyógyszertechnológiai és a Biofarmáciai Intézet létrehozása, a gyógyszertechnológia, biofarmácia és az ipari gyógyszerészet tárgyak oktatásának bevezetése és korszerűsítése.

## Könyvek, könyvfejezetek, hallgatói jegyzetek, oktatási segédanyagok,  gyakorló és vizsgázató szoftverek

### Könyvek
- Dévay A., Antal I.: A gyógyszeres terápia biofarmáciai alapjai, Medicina, Budapest, 2009
- Takácsné Novák K., Dévay A., Szabóné Révész P., Szökő É.: Általános gyógyszerészeti ismeretek, Medicina, Budapest, 2011
- Dévay A.: A gyógyszertechnológia alapjai, egyetemi tankönyv, e-book, PTE, 2013[4]
- Dévay A.: The Theory and Practice of Pharmaceutical Technology, e-book, PTE, 2013[5]
- Dévay A.: Gyógyszertechnológiai és biofarmáciai vizsgálatok, egyetemi tankönyv, PTE, 2015[6]
- Dévay A.: Investigation Methods in Pharmaceutical Technology and Biopharmacy, e-book, PTE, 2015[7]
- Dévay A., Ujfalussy Gy.: A gyógyszeres terápia technológiai alapjai, Galenus kiadó, Budapest, 2024.

### Könyvrészletek
- Marton S., Dévay A.: Chapter 3, in Rácz I.: Pharmaceutical Technology, egyetemi tankönyv, edited by Faculty of Pharmacy, Semmelweis University 1993
- Dévay A.: Dr. Nikolics Károly, in: A Gyógyszerészeti Intézet Hetven Éve, Szerkesztők: Klebovich I., Plachy J., Antal I., Hajdú M., Hankó Z. Magyar Gyógyszerésztudományi Társaság, Budapest, 2005, p. 93-98.
- Dévay A. , Jelinekné Nikolics M.: Prof.Dr.Nikolics Károly emlékére in: 75 éves a Gyógyszerészeti Intézet, Szerkesztők: Klebovich I., Plachy J., Antal I., Hajdú M. Semmelweis Kiadó, Budapest, 2010, p. 177-187.

### Hallgatói jegyzetek
- Rácz I., Dévay A., Nagykáldi  A., Kovács P.: Gyógyszerkészítéstani gyakorlatok, Fizikai ellenőrzõ vizsgálatok, egyetemi jegyzet, Semmelweis Orvostudományi Egyetem Gyógyszerészeti Intézet, egyetemi jegyzet; Egyetemi Nyomda Budapest, 1985
- Rácz I, Dévay A, Nagykáldi A, Kovács P: Gyógyszerkészítéstani gyakorlatok, Fizikai ellenőrző vizsgálatok, egyetemi jegyzet, átdolgozott kiadás; SOTE, Budapest, 1997
- Rácz I., Marton S., Dévay A., Csóka G., Gyógyszerkészítéstani gyakorlatok, egyetemi jegyzet, átdolgozott kiadás; SOTE, Budapest, 1999
- Dévay A.,  Mayer K, Hunyadvári É.: Recepturai gyakorlatok, egyetemi jegyzet, Pécsi Tudományegyetem Gyógyszerészeti Szak, Gyógyszertechnológiai és Biofarmáciai Intézet, Pécs 2003.H

### Gyakorló és vizsgázató szoftverek
- Dévay Attila, Pál Szilárd: Gyógyszertechnológia gyakorló és vizsgáztató szoftverek
- Dévay Attila, Pál Szilárd: Pharmaceutical technology softwares for practice and exam

## Kitüntetések, elismerések
- Nívó díj, 1983
- Rektori dicséret, 1990
- Magyar Gyógyszerész Kamaráért, 2000
- Végh Antal díj, 2011
- Hintz György Emlékérem, 2022.